# Olympische Jugend-Winterspiele 2020/Teilnehmer (Chinese Taipei)
| Gelbes Symbol für Goldmedaillen mit stilisierten Olympischen Ringen | Graues Symbol für Silbermedaillen mit stilisierten Olympischen Ringen | Braundes Symbol für Bronzemedaillen mit stilisierten Olympischen Ringen |
| ------------------------------------------------------------------- | --------------------------------------------------------------------- | ----------------------------------------------------------------------- |
| —                                                                   | —                                                                     | —                                                                       |

Die Republik China (Taiwan) nahm an den Olympischen Jugend-Winterspielen 2020 in Lausanne unter dem Namen Chinesisch Taipeh mit 14 Athleten (7 Jungen und 7 Mädchen) in sechs Sportarten teil.

## Medaillen

### Medaillengewinner
| Name/n        | Sportart   | Wettkampf           |
| ------------- | ---------- | ------------------- |
| Silber        |            |                     |
| Lin Wei-yu 1  | Eishockey  | 3×3 Turnier Jungen  |
| Chang En-ni 1 | Eishockey  | 3×3 Turnier Mädchen |
| Chang Hui 1   | Shorttrack | Teamstaffel         |

## Teilnehmer nach Sportarten

### Bob
| Athlet      | Wettbewerb | Lauf 1      | Lauf 1 | Lauf 2      | Lauf 2 | Gesamt      | Gesamt |
| Athlet      | Wettbewerb | Zeit        | Rang   | Zeit        | Rang   | Zeit        | Rang   |
| ----------- | ---------- | ----------- | ------ | ----------- | ------ | ----------- | ------ |
| Jungen      |            |             |        |             |        |             |        |
| Chen Yu-lun | Monobob    | 1:15,68 min | 18     | 1:15,31 min | 17     | 2:30,99 min | 18     |
| Mädchen     |            |             |        |             |        |             |        |
| Lin Yu-hsin | Monobob    | 1:16,98 min | 18     | 1:16,49 min | 18     | 2:33,47 min | 18     |

### Eishockey
| Mannschaft     | Athleten | Vorrunde       | Vorrunde  | Halbfinale    | Halbfinale    | Finale/Spiel um Bronze | Finale/Spiel um Bronze | Rang   |
| Mannschaft     | Athleten | Gegner         | Ergebnis  | Gegner        | Ergebnis      | Gegner                 | Ergebnis               | Rang   |
| -------------- | --- | -------------- | --------- | ------------- | ------------- | ---------------------- | ---------------------- | ------ |
| Jungen         | |                |           |               |               |                        |                        |        |
| _ Team Blau    | Chen Chih-yuan Jakub Trzebunia Caleb Chapman Ziya Efe Güçlü Hong Seung-woo Daniel Assavolyuk Joris Valčiukas Riley Langille Cater Hamill Konrad Kudeviita Simone Terraneo Oliver Thestrup Hansen Issa Otsuka | _ Team Grau    | 8:9       | ausgeschieden | ausgeschieden | ausgeschieden          | ausgeschieden          | 8      |
| _ Team Blau    | Chen Chih-yuan Jakub Trzebunia Caleb Chapman Ziya Efe Güçlü Hong Seung-woo Daniel Assavolyuk Joris Valčiukas Riley Langille Cater Hamill Konrad Kudeviita Simone Terraneo Oliver Thestrup Hansen Issa Otsuka | _ Team Orange  | 1:12      | ausgeschieden | ausgeschieden | ausgeschieden          | ausgeschieden          | 8      |
| _ Team Blau    | Chen Chih-yuan Jakub Trzebunia Caleb Chapman Ziya Efe Güçlü Hong Seung-woo Daniel Assavolyuk Joris Valčiukas Riley Langille Cater Hamill Konrad Kudeviita Simone Terraneo Oliver Thestrup Hansen Issa Otsuka | _ Team Schwarz | 8:14      | ausgeschieden | ausgeschieden | ausgeschieden          | ausgeschieden          | 8      |
| _ Team Blau    | Chen Chih-yuan Jakub Trzebunia Caleb Chapman Ziya Efe Güçlü Hong Seung-woo Daniel Assavolyuk Joris Valčiukas Riley Langille Cater Hamill Konrad Kudeviita Simone Terraneo Oliver Thestrup Hansen Issa Otsuka | _ Team Grün    | 6:11      | ausgeschieden | ausgeschieden | ausgeschieden          | ausgeschieden          | 8      |
| _ Team Blau    | Chen Chih-yuan Jakub Trzebunia Caleb Chapman Ziya Efe Güçlü Hong Seung-woo Daniel Assavolyuk Joris Valčiukas Riley Langille Cater Hamill Konrad Kudeviita Simone Terraneo Oliver Thestrup Hansen Issa Otsuka | _ Team Gelb    | 8:13      | ausgeschieden | ausgeschieden | ausgeschieden          | ausgeschieden          | 8      |
| _ Team Blau    | Chen Chih-yuan Jakub Trzebunia Caleb Chapman Ziya Efe Güçlü Hong Seung-woo Daniel Assavolyuk Joris Valčiukas Riley Langille Cater Hamill Konrad Kudeviita Simone Terraneo Oliver Thestrup Hansen Issa Otsuka | _ Team Braun   | 2:14      | ausgeschieden | ausgeschieden | ausgeschieden          | ausgeschieden          | 8      |
| _ Team Blau    | Chen Chih-yuan Jakub Trzebunia Caleb Chapman Ziya Efe Güçlü Hong Seung-woo Daniel Assavolyuk Joris Valčiukas Riley Langille Cater Hamill Konrad Kudeviita Simone Terraneo Oliver Thestrup Hansen Issa Otsuka | _ Team Rot     | 11:18     | ausgeschieden | ausgeschieden | ausgeschieden          | ausgeschieden          | 8      |
| _ Team Rot     | Juho Lukkari Denys Pasko Lin Wei-yu Aleks Menc Matija Dinić Peter Repčík Mackenzie Stewart Dylan Wesseling Tjaš Lesničar Sander Salvær Jan Hornecker Matthias Bittner Maël Halladj                           | _ Team Orange  | 6:8       | _ Team Braun  | 9:7           | _ Team Grün            | 4:10                   | Silber |
| _ Team Rot     | Juho Lukkari Denys Pasko Lin Wei-yu Aleks Menc Matija Dinić Peter Repčík Mackenzie Stewart Dylan Wesseling Tjaš Lesničar Sander Salvær Jan Hornecker Matthias Bittner Maël Halladj                           | _ Team Schwarz | 12:9      | _ Team Braun  | 9:7           | _ Team Grün            | 4:10                   | Silber |
| _ Team Rot     | Juho Lukkari Denys Pasko Lin Wei-yu Aleks Menc Matija Dinić Peter Repčík Mackenzie Stewart Dylan Wesseling Tjaš Lesničar Sander Salvær Jan Hornecker Matthias Bittner Maël Halladj                           | _ Team Grün    | 8:9 n. V. | _ Team Braun  | 9:7           | _ Team Grün            | 4:10                   | Silber |
| _ Team Rot     | Juho Lukkari Denys Pasko Lin Wei-yu Aleks Menc Matija Dinić Peter Repčík Mackenzie Stewart Dylan Wesseling Tjaš Lesničar Sander Salvær Jan Hornecker Matthias Bittner Maël Halladj                           | _ Team Grau    | 9:13      | _ Team Braun  | 9:7           | _ Team Grün            | 4:10                   | Silber |
| _ Team Rot     | Juho Lukkari Denys Pasko Lin Wei-yu Aleks Menc Matija Dinić Peter Repčík Mackenzie Stewart Dylan Wesseling Tjaš Lesničar Sander Salvær Jan Hornecker Matthias Bittner Maël Halladj                           | _ Team Braun   | 11:5      | _ Team Braun  | 9:7           | _ Team Grün            | 4:10                   | Silber |
| _ Team Rot     | Juho Lukkari Denys Pasko Lin Wei-yu Aleks Menc Matija Dinić Peter Repčík Mackenzie Stewart Dylan Wesseling Tjaš Lesničar Sander Salvær Jan Hornecker Matthias Bittner Maël Halladj                           | _ Team Gelb    | 15:13     | _ Team Braun  | 9:7           | _ Team Grün            | 4:10                   | Silber |
| _ Team Rot     | Juho Lukkari Denys Pasko Lin Wei-yu Aleks Menc Matija Dinić Peter Repčík Mackenzie Stewart Dylan Wesseling Tjaš Lesničar Sander Salvær Jan Hornecker Matthias Bittner Maël Halladj                           | _ Team Blau    | 18:11     | _ Team Braun  | 9:7           | _ Team Grün            | 4:10                   | Silber |
| Mädchen        | |                |           |               |               |                        |                        |        |
| _ Team Grün    | Melanie Hernández Annie Sommer Huang Chun-lin Delfina Fattore Chanel Hofverberg Emma Donovalová Agata Muraro Ruka Kiyokawa Jessie Taylor Lisa Schröfl Kang Si-hyun Barbora Dalecká Fruzsina Szabó            | _ Team Gelb    | 10:5      | ausgeschieden | ausgeschieden | ausgeschieden          | ausgeschieden          | 5      |
| _ Team Grün    | Melanie Hernández Annie Sommer Huang Chun-lin Delfina Fattore Chanel Hofverberg Emma Donovalová Agata Muraro Ruka Kiyokawa Jessie Taylor Lisa Schröfl Kang Si-hyun Barbora Dalecká Fruzsina Szabó            | _ Team Braun   | 8:6       | ausgeschieden | ausgeschieden | ausgeschieden          | ausgeschieden          | 5      |
| _ Team Grün    | Melanie Hernández Annie Sommer Huang Chun-lin Delfina Fattore Chanel Hofverberg Emma Donovalová Agata Muraro Ruka Kiyokawa Jessie Taylor Lisa Schröfl Kang Si-hyun Barbora Dalecká Fruzsina Szabó            | _ Team Rot     | 9:8 n. V. | ausgeschieden | ausgeschieden | ausgeschieden          | ausgeschieden          | 5      |
| _ Team Grün    | Melanie Hernández Annie Sommer Huang Chun-lin Delfina Fattore Chanel Hofverberg Emma Donovalová Agata Muraro Ruka Kiyokawa Jessie Taylor Lisa Schröfl Kang Si-hyun Barbora Dalecká Fruzsina Szabó            | _ Team Blau    | 11:6      | ausgeschieden | ausgeschieden | ausgeschieden          | ausgeschieden          | 5      |
| _ Team Grün    | Melanie Hernández Annie Sommer Huang Chun-lin Delfina Fattore Chanel Hofverberg Emma Donovalová Agata Muraro Ruka Kiyokawa Jessie Taylor Lisa Schröfl Kang Si-hyun Barbora Dalecká Fruzsina Szabó            | _ Team Grau    | 14:6      | ausgeschieden | ausgeschieden | ausgeschieden          | ausgeschieden          | 5      |
| _ Team Grün    | Melanie Hernández Annie Sommer Huang Chun-lin Delfina Fattore Chanel Hofverberg Emma Donovalová Agata Muraro Ruka Kiyokawa Jessie Taylor Lisa Schröfl Kang Si-hyun Barbora Dalecká Fruzsina Szabó            | _ Team Orange  | 8:6       | ausgeschieden | ausgeschieden | ausgeschieden          | ausgeschieden          | 5      |
| _ Team Grün    | Melanie Hernández Annie Sommer Huang Chun-lin Delfina Fattore Chanel Hofverberg Emma Donovalová Agata Muraro Ruka Kiyokawa Jessie Taylor Lisa Schröfl Kang Si-hyun Barbora Dalecká Fruzsina Szabó            | _ Team Schwarz | 4:6       | ausgeschieden | ausgeschieden | ausgeschieden          | ausgeschieden          | 5      |
| _ Team Rot     | Sonia David Valeria Ansoleaga Kao Wei-ting Nie Xinrui Abby Rowbotham Zoé Mächler Mila Lutteral Barbora Kapičáková Alina Itschajewa Bea Storesund Andrea Trnková Felicity Luby Anita Origlio                  | _ Team Orange  | 6:8       | ausgeschieden | ausgeschieden | ausgeschieden          | ausgeschieden          | 7      |
| _ Team Rot     | Sonia David Valeria Ansoleaga Kao Wei-ting Nie Xinrui Abby Rowbotham Zoé Mächler Mila Lutteral Barbora Kapičáková Alina Itschajewa Bea Storesund Andrea Trnková Felicity Luby Anita Origlio                  | _ Team Schwarz | 12:9      | ausgeschieden | ausgeschieden | ausgeschieden          | ausgeschieden          | 7      |
| _ Team Rot     | Sonia David Valeria Ansoleaga Kao Wei-ting Nie Xinrui Abby Rowbotham Zoé Mächler Mila Lutteral Barbora Kapičáková Alina Itschajewa Bea Storesund Andrea Trnková Felicity Luby Anita Origlio                  | _ Team Grün    | 9:8 n. V. | ausgeschieden | ausgeschieden | ausgeschieden          | ausgeschieden          | 7      |
| _ Team Rot     | Sonia David Valeria Ansoleaga Kao Wei-ting Nie Xinrui Abby Rowbotham Zoé Mächler Mila Lutteral Barbora Kapičáková Alina Itschajewa Bea Storesund Andrea Trnková Felicity Luby Anita Origlio                  | _ Team Grau    | 9:13      | ausgeschieden | ausgeschieden | ausgeschieden          | ausgeschieden          | 7      |
| _ Team Rot     | Sonia David Valeria Ansoleaga Kao Wei-ting Nie Xinrui Abby Rowbotham Zoé Mächler Mila Lutteral Barbora Kapičáková Alina Itschajewa Bea Storesund Andrea Trnková Felicity Luby Anita Origlio                  | _ Team Braun   | 11:5      | ausgeschieden | ausgeschieden | ausgeschieden          | ausgeschieden          | 7      |
| _ Team Rot     | Sonia David Valeria Ansoleaga Kao Wei-ting Nie Xinrui Abby Rowbotham Zoé Mächler Mila Lutteral Barbora Kapičáková Alina Itschajewa Bea Storesund Andrea Trnková Felicity Luby Anita Origlio                  | _ Team Gelb    | 15:13     | ausgeschieden | ausgeschieden | ausgeschieden          | ausgeschieden          | 7      |
| _ Team Rot     | Sonia David Valeria Ansoleaga Kao Wei-ting Nie Xinrui Abby Rowbotham Zoé Mächler Mila Lutteral Barbora Kapičáková Alina Itschajewa Bea Storesund Andrea Trnková Felicity Luby Anita Origlio                  | _ Team Blau    | 18:11     | ausgeschieden | ausgeschieden | ausgeschieden          | ausgeschieden          | 7      |
| _ Team Schwarz | Angelina Hurschler Courtney Mahoney Zhang Xinyue Chang En-ni Alicja Mota Nikola Janeková Amy Robery Darja Petrowa Kimberly Collard Luca Márton Reina Sato Emilia Kyrkkö Carlotta Regine                      | _ Team Braun   | 11:13     | _ Team Braun  | 11:7          | _ Team Gelb            | 1:6                    | Silber |
| _ Team Schwarz | Angelina Hurschler Courtney Mahoney Zhang Xinyue Chang En-ni Alicja Mota Nikola Janeková Amy Robery Darja Petrowa Kimberly Collard Luca Márton Reina Sato Emilia Kyrkkö Carlotta Regine                      | _ Team Rot     | 9:12      | _ Team Braun  | 11:7          | _ Team Gelb            | 1:6                    | Silber |
| _ Team Schwarz | Angelina Hurschler Courtney Mahoney Zhang Xinyue Chang En-ni Alicja Mota Nikola Janeková Amy Robery Darja Petrowa Kimberly Collard Luca Márton Reina Sato Emilia Kyrkkö Carlotta Regine                      | _ Team Blau    | 14:8      | _ Team Braun  | 11:7          | _ Team Gelb            | 1:6                    | Silber |
| _ Team Schwarz | Angelina Hurschler Courtney Mahoney Zhang Xinyue Chang En-ni Alicja Mota Nikola Janeková Amy Robery Darja Petrowa Kimberly Collard Luca Márton Reina Sato Emilia Kyrkkö Carlotta Regine                      | _ Team Gelb    | 19:7      | _ Team Braun  | 11:7          | _ Team Gelb            | 1:6                    | Silber |
| _ Team Schwarz | Angelina Hurschler Courtney Mahoney Zhang Xinyue Chang En-ni Alicja Mota Nikola Janeková Amy Robery Darja Petrowa Kimberly Collard Luca Márton Reina Sato Emilia Kyrkkö Carlotta Regine                      | _ Team Orange  | 8:14      | _ Team Braun  | 11:7          | _ Team Gelb            | 1:6                    | Silber |
| _ Team Schwarz | Angelina Hurschler Courtney Mahoney Zhang Xinyue Chang En-ni Alicja Mota Nikola Janeková Amy Robery Darja Petrowa Kimberly Collard Luca Márton Reina Sato Emilia Kyrkkö Carlotta Regine                      | _ Team Grau    | 16:8      | _ Team Braun  | 11:7          | _ Team Gelb            | 1:6                    | Silber |
| _ Team Schwarz | Angelina Hurschler Courtney Mahoney Zhang Xinyue Chang En-ni Alicja Mota Nikola Janeková Amy Robery Darja Petrowa Kimberly Collard Luca Márton Reina Sato Emilia Kyrkkö Carlotta Regine                      | _ Team Grün    | 6:4       | _ Team Braun  | 11:7          | _ Team Gelb            | 1:6                    | Silber |

### Rennrodeln
| Athlet                                              | Wettbewerb   | Lauf 1   | Lauf 1 | Lauf 2   | Lauf 2 | Gesamt       | Gesamt |
| Athlet                                              | Wettbewerb   | Zeit     | Rang   | Zeit     | Rang   | Zeit         | Rang   |
| --------------------------------------------------- | ------------ | -------- | ------ | -------- | ------ | ------------ | ------ |
| Jungen                                              |              |          |        |          |        |              |        |
| Yang Shih-hsun                                      | Einsitzer    | 57,319 s | 26     | 56,497 s | 22     | 1:53,816 min | 25     |
| Yeh Meng-jhe                                        | Einsitzer    | 56,615 s | 24     | 56,516 s | 23     | 1:53,131 min | 24     |
| Yang Shih-hsun Yeh Meng-jhe                         | Doppelsitzer | 55,948 s | 7      | 55,911 s | 6      | 1:51,859 min | 6      |
| Mixed                                               |              |          |        |          |        |              |        |
| Ella Cox Hunter Burke Yang Shih-hsun / Yeh Meng-jhe | Teamstaffel  | –        | –      | –        | –      | 3:00,945 min | 8      |

### Shorttrack
| Athlet                                                        | Wettbewerb  | Vorlauf      | Vorlauf | Viertelfinale | Viertelfinale | Halbfinale    | Halbfinale    | Finale        | Finale        | Rang   |
| Athlet                                                        | Wettbewerb  | Zeit         | Rang    | Zeit          | Rang          | Zeit          | Rang          | Zeit          | Rang          | Rang   |
| ------------------------------------------------------------- | ----------- | ------------ | ------- | ------------- | ------------- | ------------- | ------------- | ------------- | ------------- | ------ |
| Jungen                                                        |             |              |         |               |               |               |               |               |               |        |
| Liao Wei-cheng                                                | 500 m       | 44,147 s     | 3       | ausgeschieden | ausgeschieden | ausgeschieden | ausgeschieden | ausgeschieden | ausgeschieden | 21     |
| Liao Wei-cheng                                                | 1000 m      | 1:43,625 min | 3       | ausgeschieden | ausgeschieden | ausgeschieden | ausgeschieden | ausgeschieden | ausgeschieden | 24     |
| Mädchen                                                       |             |              |         |               |               |               |               |               |               |        |
| Chang Hui                                                     | 500 m       | 47,898 s     | 2       | 46,837 s      | 4             | ausgeschieden | ausgeschieden | ausgeschieden | ausgeschieden | 15     |
| Chang Hui                                                     | 1000 m      | 1:50,122 min | 2       | 1:39,495 min  | 2             | 1:28,718 min  | 3             | ausgeschieden | ausgeschieden | 9      |
| Mixed                                                         |             |              |         |               |               |               |               |               |               |        |
| Team G Julija Beresnewa Chang Hui Jang Sung-woo Gabriel Volet | Teamstaffel | –            | –       | –             | –             | 4:11,042 min  | 1             | 4:12,972 min  | 2             | Silber |

### Skeleton
| Athlet       | Lauf 1      | Lauf 1 | Lauf 2      | Lauf 2 | Gesamt      | Gesamt |
| Athlet       | Zeit        | Rang   | Zeit        | Rang   | Zeit        | Rang   |
| ------------ | ----------- | ------ | ----------- | ------ | ----------- | ------ |
| Jungen       |             |        |             |        |             |        |
| Yang Po-wei  | 1:13,58 min | 18     | 1:12,79 min | 17     | 2:26,37 min | 17     |
| Mädchen      |             |        |             |        |             |        |
| Lu Chia-hsin | 1:18,49 min | 20     | 1:18,73 min | 20     | 2:37,22 min | 20     |

### Ski Alpin
| Athleten   | Wettbewerbe  | 1. Lauf     | 1. Lauf | 2. Lauf     | 2. Lauf | Gesamt      | Gesamt |
| Athleten   | Wettbewerbe  | Zeit        | Rang    | Zeit        | Rang    | Zeit        | Rang   |
| ---------- | ------------ | ----------- | ------- | ----------- | ------- | ----------- | ------ |
| Mädchen    |              |             |         |             |         |             |        |
| Lee Wen-yi | Riesenslalom | 1:11,17 min | 38      | 1:08,02 min | 23      | 2:19,19 min | 23     |
| Lee Wen-yi | Slalom       | 1:11,97 min | 45      | 1:13,87 min | 36      | 2:25,84 min | 36     |